# Entamoeba equi
Entamoeba equi – gatunek pełzaka należącego do typu Amoebozoa. Występuje u koni.
E. equi wytwarza cysty kształtu kulistego zawierające cztery jądra.